# Dorothy Stratten
Dorothy Stratten (* 28. Februar 1960 in Vancouver, British Columbia, als Dorothy Ruth Hoogstraten; † 14. August 1980 in Los Angeles, Kalifornien) war eine kanadische Schauspielerin, die zunächst als Playmate bekannt wurde.

## Leben und Karriere
Sie wurde am 28. Februar 1960 als Dorothy Ruth Hoogstraten in einem Heilsarmee-Krankenhaus in Vancouver, British Columbia (Kanada), geboren. Sie wuchs dort auf und besuchte das Gymnasium in Coquitlam. Ihre jüngere Schwester ist die Schauspielerin und Filmproduzentin Louise Stratten.
Im Jahr 1976, während sie als Teilzeitkraft in einem lokalen Imbiss (Dairy Queen) arbeitete, lernte sie den Promoter und Zuhälter Paul Snider kennen. Er überredete sie dazu, Fotos von ihr an das Magazin Playboy zu schicken. Snider fälschte zu diesem Zweck die Unterschrift der Mutter auf dem Modellvertrag, da Dorothy Ruth Hoogstraten zu dieser Zeit noch minderjährig war.
1979 wurde sie zur „Miss August“ gewählt und änderte ihren Nachnamen von Hoogstraten in Stratten, 1980 wurde sie „Playmate des Jahres“. Neben Filmauftritten wie beispielsweise in Galaxina spielte sie auch in einigen Fernsehserien wie Fantasy Island und Buck Rogers kleinere Rollen.
Am 1. Juni 1979 heiratete sie Paul Snider in Las Vegas. Bedingt durch Sniders Eifersucht kam es im August des Jahres 1980 zur Trennung.

Strattens Grab auf dem Westwood Village Memorial Park Cemetery

Am 14. August 1980 lockte Paul Snider Dorothy Stratten unter dem Vorwand einer letzten Aussprache in ihre ehemals gemeinsame Wohnung in West Los Angeles, wo er sie vergewaltigte und anschließend mit einer zwölfkalibrigen Mossberg-500-Pumpgun ermordete. Auslöser des Mordes war der Bericht des von Snider beauftragten Privatdetektivs Mark Goldstein, der ein Verhältnis Strattens mit dem Regisseur Peter Bogdanovich aufgedeckt hatte. Paul Snider beging direkt nach seiner Tat mit derselben Waffe Suizid.
Stratten wurde auf dem Westwood Village Memorial Park Cemetery beigesetzt.

## Filmografie
- 1979: Skatetown U.S.A.
- 1979: 1998 – Die Vier-Milliarden-Dollar-Show (Americathon 1998)
- 1979: Fantasy Island (Fernsehserie, eine Folge)
- 1979: Buck Rogers (Buck Rogers in the 25th Century, Fernsehserie, eine Folge)
- 1979: Playmate Lady O. (Autumn Born)
- 1980: Galaxina
- 1981: Sie haben alle gelacht (They All Laughed)

## Rezeption ihres Lebens
Dorothy Strattens Geschichte wurde 1981 als TV-Produktion unter dem Titel Death of a Centerfold: The Dorothy Stratten Story und 1983 in dem Kinofilm Star 80 – Tod eines Playmates von Bob Fosse verfilmt.
Peter Bogdanovich schrieb 1984 ein Buch über Dorothy Stratten mit dem Titel The Killing of the Unicorn – Dorothy Stratten (1960–1980).